# Uno sconosciuto alla mia porta (film 1956)
Uno sconosciuto alla mia porta (Stranger at My Door) è un film del 1956 diretto da William Witney.
È un western statunitense con Macdonald Carey, Patricia Medina e Skip Homeier.

## Produzione
Il film, diretto da William Witney su una sceneggiatura e un soggetto di Barry Shipman, fu prodotto da Sidney Picker per la Republic Pictures e girato nei Republic Studios a Hollywood nel settembre del 1955.

## Distribuzione
Il film fu distribuito con il titolo Stranger at My Door negli Stati Uniti dal 6 aprile 1956 al cinema dalla Republic Pictures.
Altre distribuzioni:
- in Svezia il 1º ottobre 1956 (Gangstern)
- in Danimarca il 1º luglio 1957 (Den fremmede rytter)
- in Finlandia il 15 novembre 1957 (Gangsteri)
- in Francia il 24 gennaio 1958 (L'inconnu du ranch)
- in Germania Ovest il 19 dicembre 1958 (Der schwarze Mustang)
- in Austria nel maggio del 1959 (Der schwarze Mustang)
- in Brasile (A Lei do Revólver)
- in Spagna (Un extraño a mi puerta)
- in Italia (Uno sconosciuto alla mia porta)

## Critica
Secondo il Morandini il film è "un po' noioso e inutilmente predicatorio".

## Promozione
Le tagline sono:
- The faith of a fighting parson...the fury of a killer's kiss! He shielded an outlaw to save his soul...while his wife fought the love in her heart for a killer!
- "I love my husband"..."DO YOU? How can you tell---you've never known anything different."
- THE GUMNA AND THE GOOD MAN! For a two-fisted fighting parson, this killer---Clay Anderson---was a challenge.
- Your faith can't save this killer...he'll destroy our love! A preacher who shielded an outlaw to save his soul. while his wife fought his efforts to redeem a ruthless killer.